# 270
| [ Edytuj tabelę ] |                                                 |
| Król Aksum        | - 270 Endubis 300                               |
| Cesarz Chin       | - 265 Sima Yan 290                              |
| Władca Korei      | - 248 Chungch’ŏn 270 - 270 Sŏch’ŏn 292          |
| Papież            | - 269 Feliks I 274                              |
| Król Persji       | - 241 Szapur I 272                              |
| Cesarz Rzymu      | - 268 Klaudiusz II Gocki 270 - 270 Aurelian 275 |

Rok 270 / CCLXX
stulecia: II wiek ~
III wiek ~
IV wiek

lata: 260 «
265 «
266 «
267 «
268 «
269 «
270
» 271
» 272
» 273
» 274
» 275
» 280

## Wydarzenia
- Alamanowie i Jutungowie wdarli się do Italii i w bitwie pod Placencją pokonali wojska Cesarstwa Rzymskiego.
- Królowa Palmyry Septymia Zenobia wkroczyła do Aleksandrii.
- Hiperinflacja w Rzymie spowodowana kryzysem administracji i społeczeństwa (data przybliżona).
- Klaudiusz II Gocki zmarł w Sirmium. Lucjusz Domicjusz Aurelian został cesarzem rzymskim.
- Cesarz Aurelian nakazał budowę nowych murów wokół Rzymu (Mur Aureliana).
- Krwawe stłumienie buntu pracowników mennicy w Rzymie.
- Rzymianie opuścili Dację.

## Urodzili się
- 20 listopada – Maksymin Daja, cesarz rzymski (zm. 313).
- 15 marca – Święty Mikołaj, biskup Miry (zm. 343)
- Liu Kun, chiński generał i poeta z dynastii Jin (zm. 318)
- Rabbah bar Nahmani, babiloński uczony (amoraita)
- Święty Spirydon, biskup Tremituntu (zm. 348)

## Zmarli
- Klaudiusz II Gocki, cesarz rzymski (ur. 213/214).
- Kwintyllus, brat cesarza Klaudiusza II.
- Mariusz i Marta, perscy chrześcijanie (lub w 305).
- Plotyn, filozof, twórca neoplatonizmu (ur. 204/205).